# Semnopithecus hypoleucos
Semnopithecus hypoleucos (Лангур чорноногий) — примат з роду Semnopithecus родини мавпові.

## Опис
Хутро цих приматів сіро-коричневе на спині, руки, ноги і хвіст темні. Інші частини тіла, проте, жовтувато-білого кольору. Обличчя темне і голе. Тіло струнке і хвіст довший тіла.

## Поширення
Цей вид зустрічається в південно-західній Індії. Зустрічається в тропічних лісах, вологих листяних лісах, священних гаях, садах і прибережних лісах, від 100 до 1200 м у висоту. Що незвично серед видів Semnopithecus, він спеціалізується на мокрих лісових форма середовищах.

## Стиль життя
Цей вид деревних і напівземний, в першу чергу листоїдний (крім того їсть плоди, насіння, бруньки) і денний. Живе групами, які переважно гаремні.

## Загрози та охорона
У минулому розширення лісових плантацій було загрозою; сьогодні загрозу становлять сільське господарство, розширення населених пунктів, фрагментація, втрата місць проживання через гірничодобувну промисловсть і знелісення; полювання, навмисні пожежі і місцева торгівля живими тваринами та м'ясом для виробництва продуктів харчування й народної медицини. Полювання вважається найбільш серйозною загрозою для таксона. Цей вид занесений в Додаток I СІТЕС. Проживає в природоохоронних областях.